# Sinis
Sinis (gr. Σίνης) – postać w mitologii greckiej, obdarzony olbrzymią siłą rozbójnik napadający podróżnych na Przesmyku Korynckim.
Uchodził za syna Posejdona. Według innej wersji jego ojcem był Prokrust. Schwytanych przez siebie podróżnych przywiązywał do czubków dwóch nagiętych sosen, które następnie puszczał, rozdzierając nieszczęśników. Stąd nadano mu przydomek Pityokamptes (gr. Πιτυοκάμπτης), czyli „zginający sosny”. Według innej wersji przymuszał ofiarę do zginania wraz z nim sosny, po czym ją puszczał, a wyrzucony w dal człowiek roztrzaskiwał się o ziemię. 
Został zabity przez Tezeusza, który pozbawił go życia w ten sam sposób, w jaki Sinis mordował swoje ofiary. Według jednego z podań na pamiątkę tego wydarzenia ustanowione miały zostać igrzyska istmijskie. Tezeusz miał też poślubić córkę Sinisa, Perigune, z którą miał syna Melanipposa.